# Santiago Chalmovsky
Santiago Chalmovsky (* 25. Juni 1959 in Buenos Aires, Argentinien) ist ein ehemaliger deutscher Wasserballspieler, der seine Karriere in Neunkirchen (Saar) begann.
Chalmovsky spielte für den Duisburger Schwimmverein von 1898, mit dem er in den 1980er Jahren sieben Mal deutscher Vizemeister hinter den Wasserfreunden Spandau 04 wurde. 1982 und 1983 standen die Duisburger im Finale des deutschen Wasserballpokals, auch hier unterlagen sie den Spandauern.
Chalmovskys Leistungen im Tor der Duisburger führten 1983 zu seiner Berufung in die deutsche Wasserballnationalmannschaft als zweiter Torhüter hinter Peter Röhle. Er nahm an der Europameisterschaft 1983 in Rom teil, als die deutsche Mannschaft den fünften Platz belegte. Bis zur Nominierung des Olympiakaders 1984 hatte er 41 Länderspiele absolviert. Bei den Olympischen Spielen 1984 in Los Angeles kam Chalmovsky im Spiel gegen Japan zum Einsatz. Er erhielt mit der deutschen Mannschaft die Bronzemedaille.
Santiago Chalmovsky war lange sportlicher Leiter bei seinem Verein Duisburger SV 1898 und gehört als Torhüter den Waterpolomasters Duisburg an, dem Duisburger Zusammenschluss der Seniorenwasserballer und mehrfachen deutschen Seniorenmeister. In diesem Team spielt er zusammen mit Rainer Hoppe und Rainer Osselmann aus der Olympiamannschaft von 1984.